# دریل چکشی

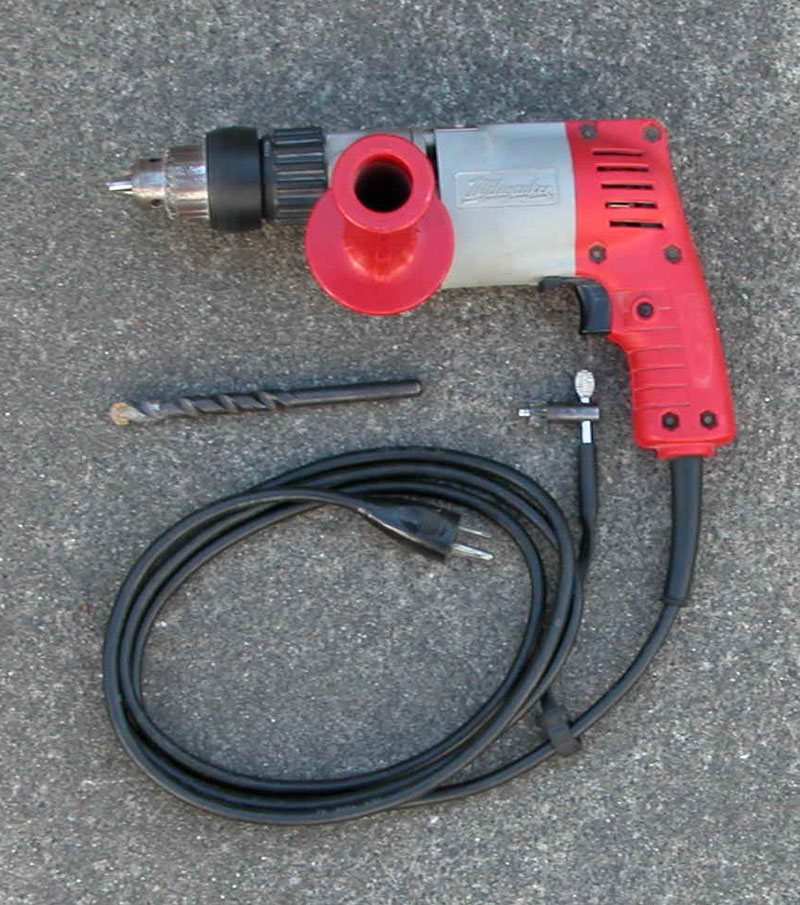
دریل چکشی

دریل چکشی (انگلیسی: Hammer drill) یا دریل کوبه‌ای (انگلیسی: Percussion drill) یا دریل ضربه‌ای (انگلیسی: Impact drill) یکی از انواع دریل است که به غیر از خاصیت گردشی می‌تواند به مته ضربه هم وارد کند. این مورد برای سوراخکاری بتن و دیوار بسیار کاربرد دارد و به بیانی دیگر بسیار این فرایند را آسان تر می نماید. بدان معنی که دریل علاوه بر حرکت چرخشی، به صورت عمود بر دیوار ضربات زیادی وارد نموده و پیشروی را برای کاربر آسانتر می کند.دریل‌های چکشی معمولاً با نیروی برق کار می‌کنند اما استفاده از نمونه‌های از آن‌ها که با باتری و بدون سیم کار می‌کنند رو به افزایش است. در «چکش‌های تخریبی» هم از همین فناوری استفاده می‌شود.
استفاده از حالت چکشی در دریل های دارای این قابلیت به انتخاب کاربر آن میباشد به صورتی که با انتخاب و حرکت دادن دکمه مورد نظر شما میتوانید این حالت را به توانایی سوراخکاری ابزار خود اضافه نمایید. تعداد ضربه های دریل های چکشی بسیار متفاوت می باشد. این ضربات میتواند از حداقل 1000 ضربه در دقیقه تا ده ها هزار ضربه متغیر باشد. در مدل هایی از انواع دریل چکشی امکان کنترل بر تعداد ضربات توسط کاربر هم فراهم شده است.